# Hail Sagan
Hail Sagan  es un dúo musical creado por Sagan Amery y el guitarrista Nick Quijano, anteriormente de Powerman 5000. Fusionan nu-metal, rock industrial y rock electrónico. Fundada en Los Ángeles en el año 2006, la banda ha tocado en festivales importantes como 'teloneros' en Download Festival, Hellfest, Rock AM Ring entre otros.
En solo tres años de vida, Hail Sagan ha logrado ganar un primer lugar como la canción destacada, "Doors Will Open", en el nuevo videojuego de carreras de demolición derby "Wreckfest" de BugBear Entertainment, así como en las funciones de medios de comunicación como Revolver Magazine, Alternative Press y AXS.com. La banda se embarcó en cuatro giras principales en menos de un año (2017), y también participó en tragamonedas de apoyo directo para actos conocidos como John 5 (Rob Zombie, Marilyn Manson), miércoles 13, Eyes Set to Kill, Mushroomhead y otra participación en "Make American Rock Again Fest" con Alien Ant Farm, Crazytown y Tantric como actos principales. 
Hail Sagan encabezó recientemente el festival "Metal in the Mountains" con Mushroomhead en junio de 2018, y ocupó un lugar de apoyo directo para la banda en Rocktoberfest en 2017. En 2020 lanzaron dos sencillos; Alternate y Symptomatic (como invitados en el sencillo de Cirex)

### Sencillos
- Alternate
- Doors Will Open
- Stealing the Crown-
- Hail Sagan

### EP
- Ultimate Collectione